# Jake Rosenzweig

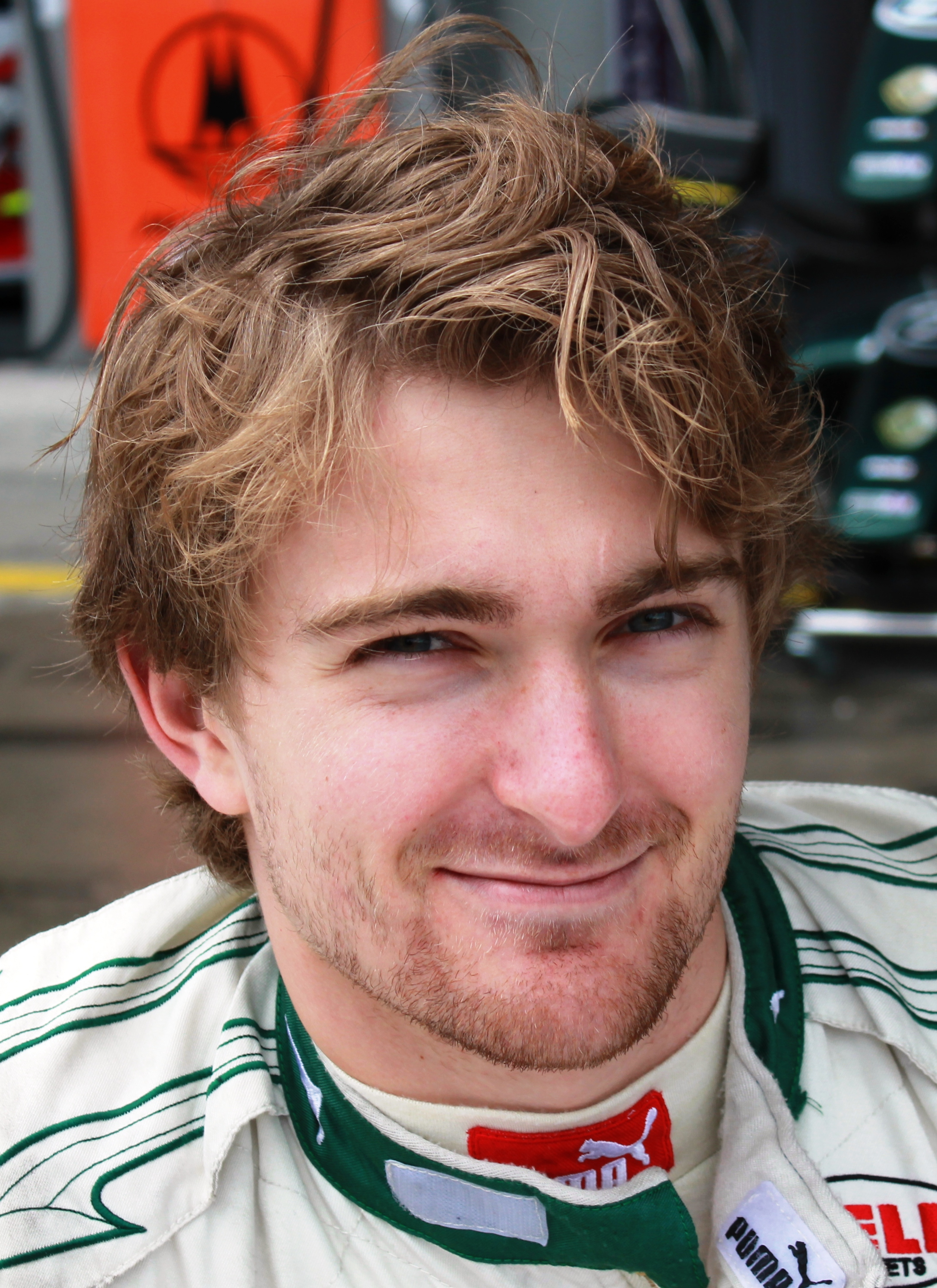
Jake Rosenzweig

Jake Rosenzweig (Londen, 14 april 1989) is een Amerikaans autocoureur die anno 2013 in de GP2 Series rijdt. Hij heeft onder andere in de Eurocup Formule Renault 2.0, Porsche Carrera Cup Groot-Brittannië en de Formule 3 Euroseries gereden.
In 2010 reed Rosenzweig twee wedstrijden in de GP2 Asia Series voor het team Super Nova Racing. Vervolgens stapte hij in 2010 over naar de Formule Renault 3.5 Series voor het team Carlin. Hij behaalde één pole position op Spa-Francorchamps en eindigde als negentiende in het kampioenschap met 13 punten. Ook reed hij nog twee races in de Auto GP voor Super Nova Racing, waarin hij als vierde en twaalfde eindigde.
In 2011 bleef Rosenzweig rijden in de Formule Renault 3.5, maar stapte hij over naar Mofaz Racing. Op het Circuit Paul Ricard werd hij tweemaal vierde en eindigde mede hierdoor als vijftiende in het kampioenschap met 33 punten. Ook mocht hij meedoen aan de GP2 Final op het Yas Marina Circuit voor Super Nova Racing. In de eerste race viel hij uit en in de tweede race eindigde hij als veertiende.
In 2012 stapte Rosenzweig in de Formule Renault 3.5 over naar ISR Racing. Hij behaalde slechts eenmaal punten, in de eerste race op Spa-Francorchamps. Hierdoor eindigde hij als 21e in het kampioenschap met 8 punten. Ook mocht hij de laatste twee raceweekenden instappen bij Barwa Addax Team in de GP2 Series als teamgenoot van Johnny Cecotto jr. Zijn beste resultaat was een vijftiende plaats in de eerste race op het Marina Bay Street Circuit.
In 2013 blijft Rosenzweig aan bij Addax in de GP2. Hij krijgt hier Rio Haryanto als teamgenoot.